# Omloop der Kempen Ladies
Der Omloop der Kempen Ladies ist ein Straßenradrennen im Frauenradrennsport in den Niederlanden.
Das Eintagesrennen wurde 1997 erstmals parallel zum gleichnamigen Männenrennen Omloop der Kempen ausgetragen und war bis 2021 Teil des nationalen Rennkalenders in den Niederlanden. Seit der Saison 2022 steht das Frauenrennen im Rennkalender der UCI und war bis 2024 in die Kategorie 1.2 eingestuft, seit 2025 gehört es zur Kategorie 1.1. Die Strecke führt auf flachem Kurs durch die Provinz Noord-Brabant im Süden der Niederlande mit Start und Ziel in Veldhoven.
Rekordsiegerin ist die Niederländerin Leontien Zijlaard-van Moorsel mit vier Erfolgen.

## Palmarès (ab 2022)
| Jahr | Sieger           | Zweiter           | Dritter                 |
| ---- | ---------------- | ----------------- | ----------------------- |
| 2022 | Rachele Barbieri | Sofie van Rooijen | Nina Kessler            |
| 2023 | Charlotte Kool   | Daria Pikulik     | Maike van der Duin      |
| 2024 | Sara Fiorin      | Lara Gillespie    | Marjolein van 't Geloof |
| 2025 | April Tacey      | Nienke Veenhoven  | Valentine Fortin        |

## Palmarès (bis 2021)
- 2021  Maike van der Duin
- 2020 abgesagt wegen Corona-Pandemie
- 2019  Lorena Wiebes
- 2018  Winanda Spoor
- 2017  Marjolein van 't Geloof
- 2016  Esther van Veen
- 2015  Ashlynn van Baarle
- 2014  Maaike Polspoel
- 2013  Annemiek van Vleuten
- 2012  Suzanne de Goede
- 2011  Marianne Vos
- 2010  Marianne Vos
- 2009  Chloe Hosking
- 2008  Iris Slappendel
- 2007  Suzanne de Goede
- 2006  Linda Villumsen
- 2005  Kristy Miggels
- 2004  Leontien Zijlaard-van Moorsel
- 2003  Bertine Spijkerman
- 2002  Josephine Groenveld
- 2001  Kirsty Nicol Robb
- 2000  Leontien Zijlaard-van Moorsel
- 1999  Leontien Zijlaard-van Moorsel
- 1998  Leontien Zijlaard-van Moorsel
- 1997  Inge Velthuis